# 威廉·佩特斯·霍比机场
威廉·佩特斯·霍比机场（英語：William P. Hobby Airport）是美国休斯頓三大机场之一，是休斯頓地区最早建造的机场，在乔治·布什洲际机场建成前一直是休斯頓的主机场，以该州前州长威廉·佩特斯·霍比的名字命名。